# Yorktown (Texas)
Yorktown je město v okrese DeWitt County ve státě Texas ve Spojených státech amerických. V roce 2000 zde žilo 2 271 obyvatel. S celkovou rozlohou 4,5 km² byla hustota zalidnění 508,9 obyvatel na km².